# Ferry Building

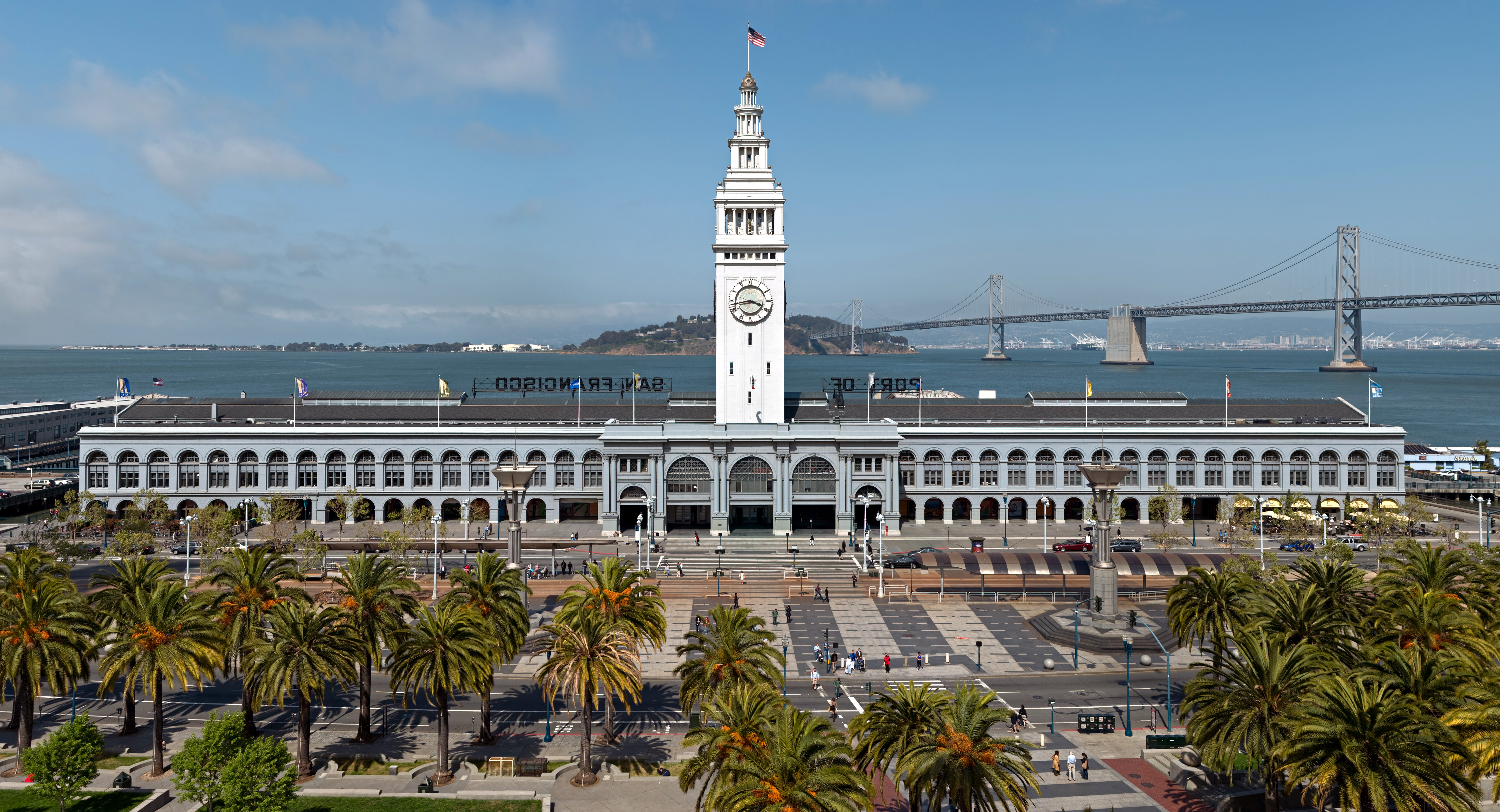
Ferry Building

Das Ferry Building ist ein Terminal für Fähren im Hafen San Francisco im US-Bundesstaates Kalifornien und ein Einkaufszentrum, das sich an der Straße The Embarcadero befindet. Im Turm des Gebäudes befindet sich eine große Uhr, die von der Market Street, einer der größten Durchgangsstraßen der Stadt, zu sehen ist. Tagsüber spielt die Turmuhr zu jeder vollen und halben Stunde einen Teil des Westminsterschlags. Architektonisch ist der Turm der Giralda der Kathedrale von Sevilla in Spanien aus dem 12. Jahrhundert nachempfunden.

## Architektur
Das heutige Bauwerk wurde von dem örtlichen Architekten A. Page Brown entworfen und ersetzte bei seiner Eröffnung 1898 ein Holzgebäude. Es überstand sowohl das Erdbeben von San Francisco 1906 als auch das Loma-Prieta-Erdbeben 1989 fast unbeschadet. Bis zur Fertigstellung der Bay Bridge und der Golden Gate Bridge in den 1930ern war es nach dem Bahnhof Charing Cross in London der zweitgrößte Umschlagplatz der Welt. Fährschiffe von Southern Pacific und Key System landeten hier an, um Pendler von der East Bay nach San Francisco zu bringen. Bis 1942 führte zudem eine große Fußgängerbrücke vor dem Ferry Building über The Embarcadero.

## Geschichte
Als nach dem Bau der Brücken ab 1939 neue Key System-Züge die East Bay mit dem Transbay Terminal verbinden konnten, ging die Nutzung der Passagierfähren spürbar zurück. Obwohl das Ferry Building mit seiner Turmuhr ein beliebter Teil der Skyline von San Francisco blieb, verfiel der Innenbereich des Gebäudes in der zweiten Hälfte des zwanzigsten Jahrhunderts.
Im Laufe der Jahre wurden die Bereiche der Fahrkartenschalter und Warteräume in Büroräume umgebaut. Aus dem ehemals weitläufigen, öffentlichen Teil des Gebäudes wurde ein enger, dunkler Flur, den Reisende auf ihrem Weg zu den Piers durchqueren mussten. Passagiere hatten auf Außenbänken zu warten und die Ticketstände wurden zu den Piers verlegt.

## Renovierung
2004 wurde das Gebäude mit Feinschmeckerläden der gehobenen Preisklasse und Büros wiedereröffnet und dient seither auch wieder als Fährterminal. Die Instandsetzung dauerte viele Jahre, wobei besonderer Wert darauf gelegt wurde, die Atmosphäre des Gebäudes von 1898 wiederherzustellen. San Franciscos größter Bauernmarkt wird hier das Jahr hindurch dienstags und samstags abgehalten, im Sommer auch donnerstagabends.
Südöstlich des Gebäudes wurde 1988 die Mahatma-Gandhi-Statue aufgestellt. Auf der Harry Bridges Plaza westlich vor dem Ferry Building stehen die beiden Leuchten Light Cannons.

## Fährverbindungen
- Alameda / Oakland Ferry verbindet das Oakland Ferry Terminal in Oaklands Jack London Square und das Alameda Ferry Terminal im Stadtteil North Shore von „Island City“ mit dem Ferry Building und Fisherman’s Wharf.
- Golden Gate Ferry verbindet Larkspur Landing in Larkspur mit dem Sausalito Ferry Terminal in Sausalito, die beide im Marin County von North Bay liegen.
- Die Anbindung des Vallejo Ferry Terminals in Vallejo in Solano County wird von Vallejo Transit übernommen.
- Alameda Harbor Bay Ferry verkehrt zwischen Alamedas Bay Farm Island und dem Ferry Building.
- Angel Island – Tiburon Ferry fährt von Tiburon zum Angel Island State Park und bietet Rundfahrten durch die Bucht mit Blick auf die Küste und das Ferry Building.

## Personennahverkehr
Die Hauptlinie des Bay Area Rapid Transit-Systems verläuft direkt unter dem Gebäude. Das Hafengelände zur östlichen Seite wird als Umsteigepunkt von der Transbay Tube zur Market Street Subway verwendet. Die nur einen Block vom Terminal entfernte U-Bahn-Haltestelle Embarcadero Station wird sowohl von Bay Area Rapid Transit als auch von Muni Metro genutzt. Von hier aus fahren Züge in die Stadt, nach East Bay und zur Halbinsel.

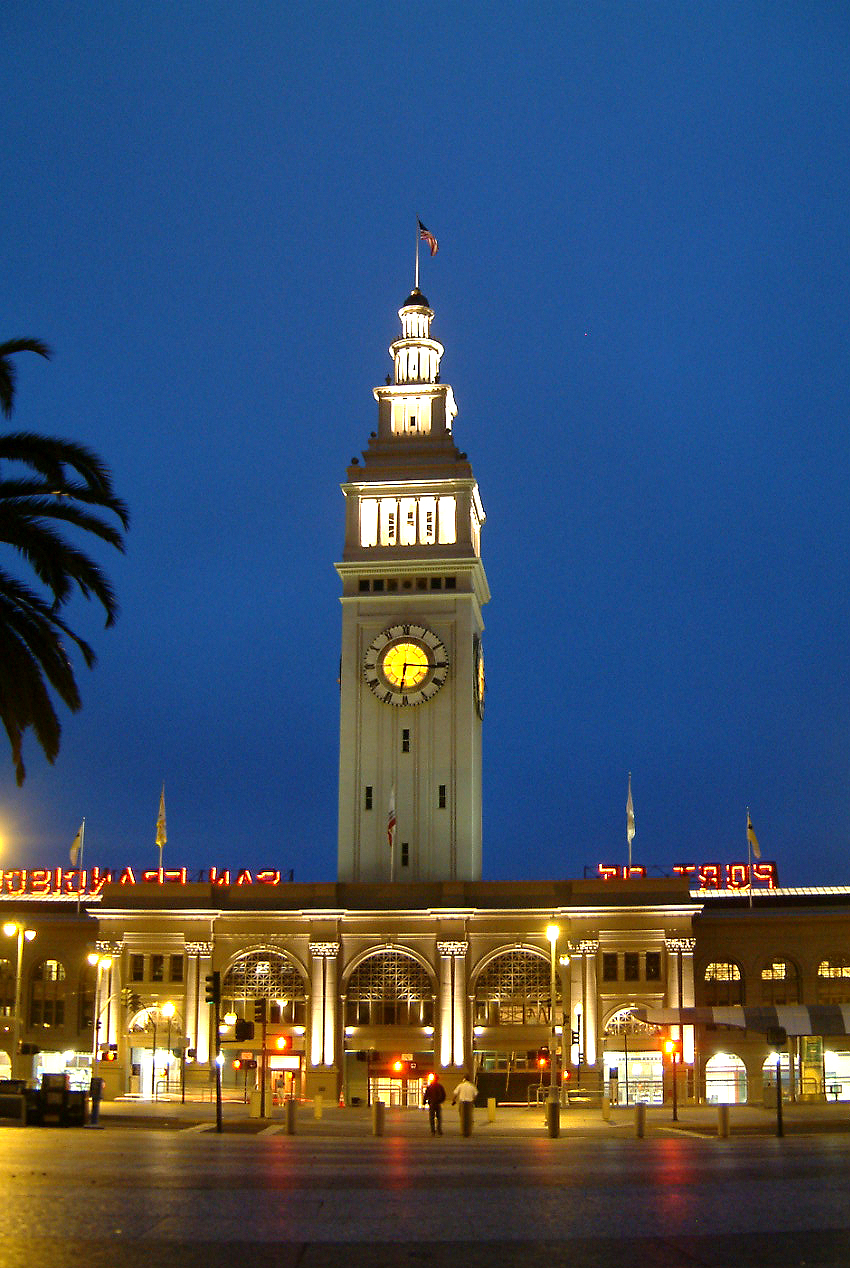
Turm bei Nacht
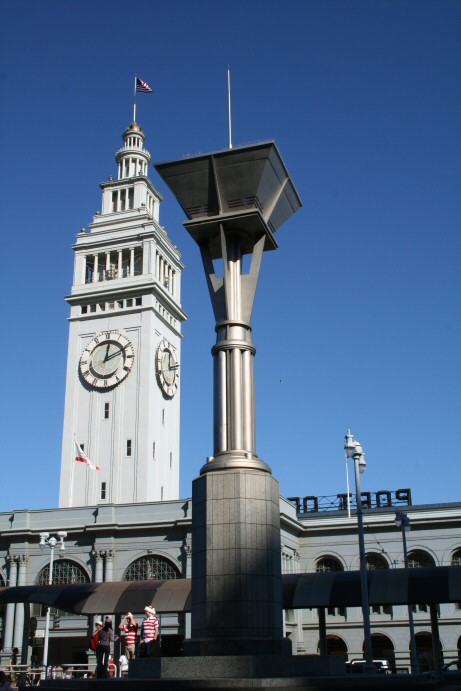
Blick auf die berühmte Turmuhr
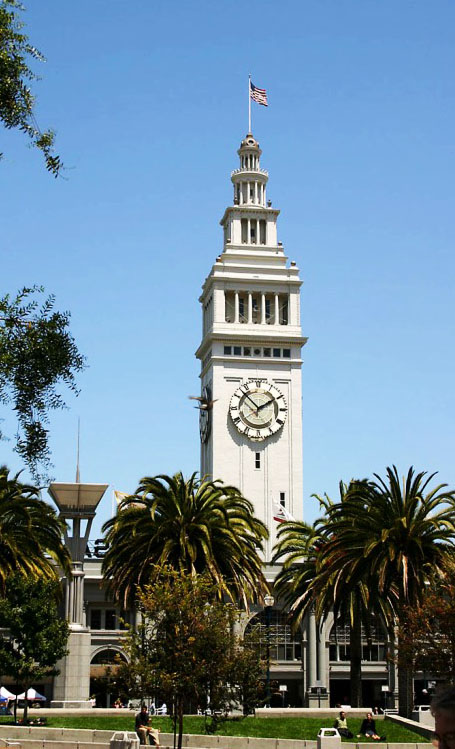
Westseite
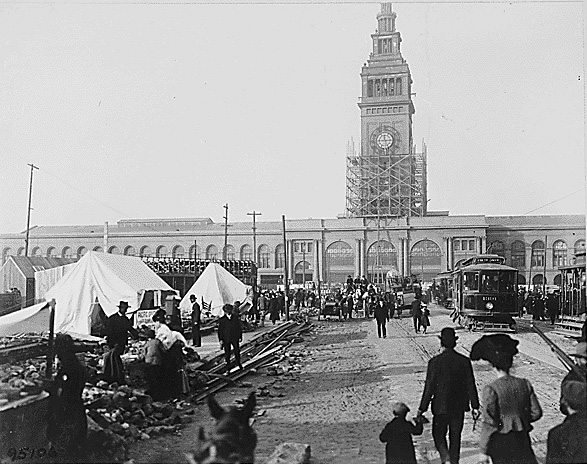
Das Ferry Building nach dem Erdbeben 1906
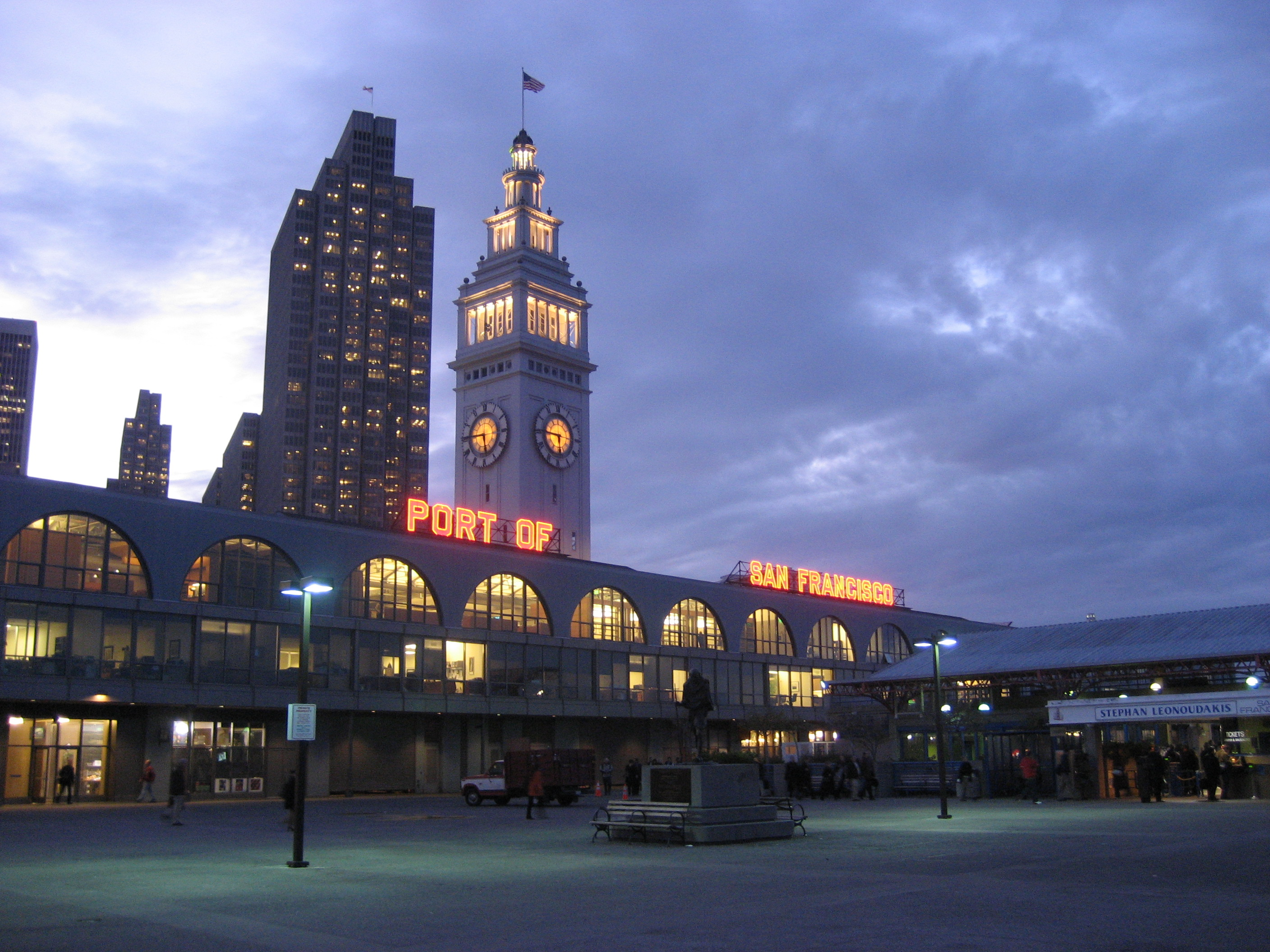
Ostseite bei Nacht
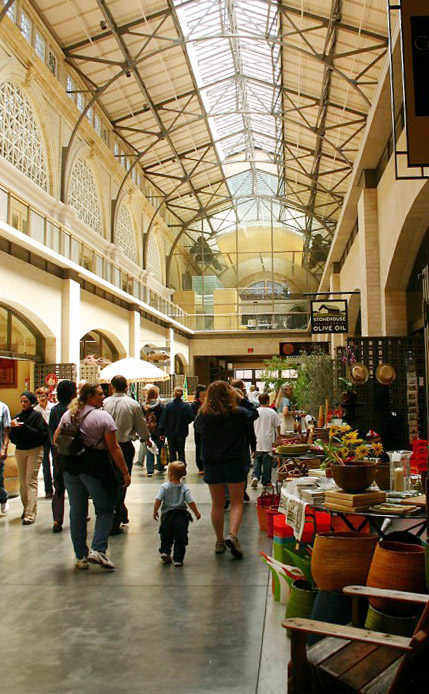
Innerhalb des Ferry Buildings
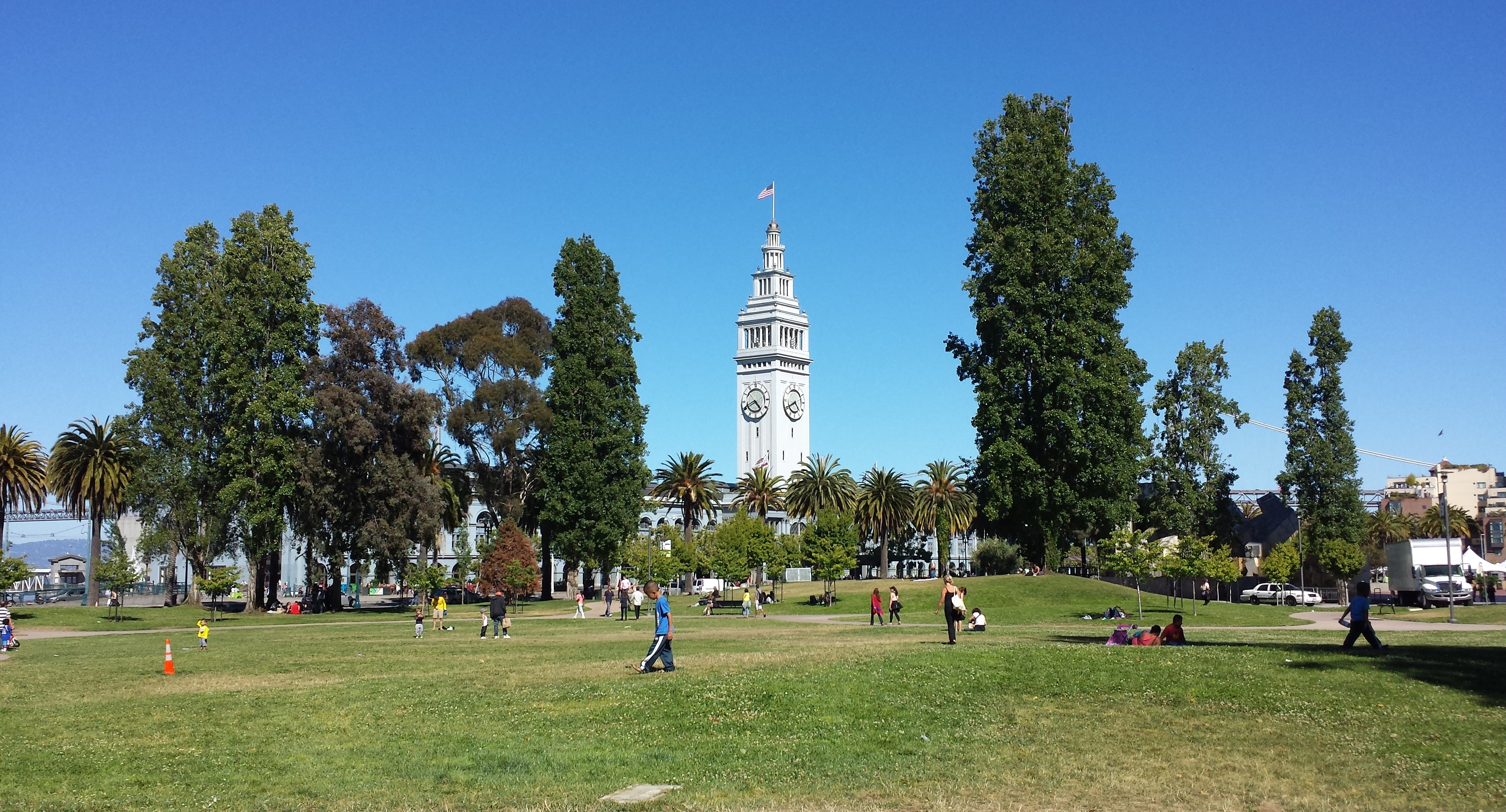
Vom Sue-Bierman-Park aus gesehen